# Govisümber (tỉnh)
Govisümber (tiếng Mông Cổ: Говьсүмбэр, có nghĩa là Gobi-""Sumber"" sử thi Núi) là một trong 21 aimag (tỉnh) của Mông Cổ. Tỉnh nằm tại khu vực trung tâm của đất nước. Tỉnh lị là Choir.

## Hành chính

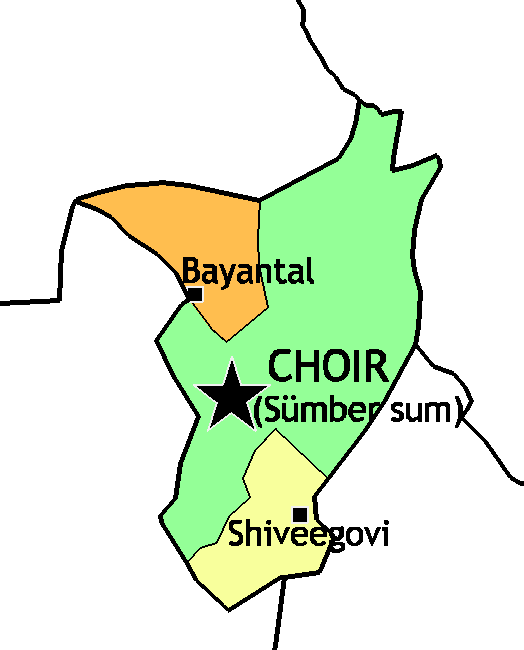
Các sum của Govisümber

| Sum        | Tiếng Mông Cổ | Dân số (2003) | Dân số (2008) | Diện tích (km²) | Mật độ (/km²) | Dân số trung tâm sum (2002) |
| ---------- | ------------- | ------------- | ------------- | --------------- | ------------- | --------------------------- |
| Bayantal   | Баянтал       | 838           | 851           | 916,06          | 0,92          | 120                         |
| Shiveegovi | Шивээговь     | 2.685         | 2.745         | 857,55          | 3,20          | 1,800                       |
| Sümber     | Сүмбэр        | 8.996         | 9.719         | 3768,19         | 2,58          | 7.998 * (2006)              |

* - Bao gồm tỉnh lị Choir